# Diera-Zehren
Diera-Zehren är en kommun i Landkreis Meissen i förbundslandet Sachsen i Tyskland. Kommunen har cirka 3 200 invånare.